# On How Life Is
Albums de Macy Gray
The Id
(2001)
On How Life Is est le premier album de la chanteuse de soul/neo soul américaine Macy Gray, sorti en juillet 1999 sur le label Epic Records et produit par Andrew Slater.

## Liste des titres
1. Why Didn't You Call Me (en) : Macy Gray Feat. Jeremy Ruzumna – 3:14
2. Do Something (en) : Macy Gray Feat. Darryl Swann & Ruzumna & Dion Murdock, Patrick Brown, Raymon Murray, Rico Wade, Cameron Gipp, Robert Barnett, André Benjamin, Antwan Patton, Thomas Burton, Greg Mays, Daryl Barnes, George Clinton, Jr., Garry Shider, Bernard Worrell – 4:57 
  - Contient un sample de OutKast's
3. Git Up, Git Out : Patrick Brown Feat. Raymon Murray & Rico Wade & Cameron Gipp & Robert Barnett & André Benjamin & Antwan Patton & Thomas Burton et Nice & Smooth's
4. Funky for You : Greg Mays Feat. Daryl Barnes & George Clinton & Jr. & Garry Shider & Bernard Worrell.
5. Caligula : Macy Gray Feat. Swann & Ruzumna – 4:38
6. I Try (en) : Macy Gray Feat. Ruzumna & Jinsoo Lim & David Wilder – 3:59
7. Sex-O-Matic Venus Freak : Macy Gray Feat. Ruzumna & Murdock – 3:57
8. I Can't Wait to Meetchu : Macy Gray Feat. Swann & Ruzumna & Miles Tackett) – 5:18
9. Still (en) : Macy Gray Feat. Ruzumna & Bill Esses & Jeff Blue – 4:15
10. I've Committed Murder : Macy Gray Feat. Swann & Ruzumna & Kiilu Beckwith & Eddie Harris, Francis Lai & Carl Sigman – 4:59 
  - Contient un sample de Eddie Harris
11. Live Right Now de Eddie Harris, et une interpolation de Francis Lai et His Orchestra's
12. (Where Do I Begin ?) Love Story : Francis Lai Feat. Carl Sigman.
13. A Moment to Myself : Macy Gray Feat. Ruzumna & Tackett & Mark Morales & Damon Wimbley – 4:00 
  - Contient un sample de The Fat Boys
14. Human Beat Box est un extrait du groupe Time Zone's : Mark Morales Feat. Damon Wimbley.
15. The Wildstyle est un sample de DJ Shadow et de The Groove Robbers' : Afrika Bambaataa Feat. Amad Henderson.
16. Entropy : Hip Hop Reconstruction From the Ground Up de Josh Davis.
17. The Letter : Macy Gray Feat. Jamie Houston & Matt Sherrod – 5:38

### Édition australienne et japonaise
1. Rather Hazy – 3:10

## Personnel

### Musiciens
| - Macy Gray – Voix, chœur - Steve Baxter – Cor - Dawn Beckman – Chœur - Jon Brion – synthétiseur, guitare, piano, marimba, vibraphone, Chamberlin, Optigan, Cloche - Lenny Castro – percussion - Matt Chamberlain – percussion, batterie - DJ Kiilu – turntablism - Musiic Galloway – Chœur - Charles Green – cor - Michael Harris – Cor - Ngozi "Guz" Inyama – saxophone - Rami Jaffee – synthétiseur, piano, Chamberlin, Optigan - Jay Joyce – guitare - Jinsoo Lim – guitare | - Arik Marshall – guitare - DeWayne "Blackbyrd" McKnight – guitare - Gabriel Moses – guitare - Dion Murdock – Guitare basse - Greg Richling – Guitare basse - Jeremy Ruzumna – Orgue, piano, Clavier, Chœur, clavinet, Moog, orgue Farfisa, Rhodes, Chamberlin, Optigan - Sy Smith – Chœur - Darryl Swann – guitare, Chœur - Miles Tackett – guitare - Patrick Warren – synthétiseur, piano électrique, Wurlitzer, vibraphone, Chamberlin - David Wilder – Guitare basse, Cœurs - Bendrix Williams – guitare |

### Production
| - Kiilu Beckwith – Programmation - David Campbell – Arrangement des cordes - Kevin Dean – Ingénieur assistant - Michelle Forbes – Ingénieur assistant - Hooshik – artwork - Dave Reed – Ingénieur assistant | - Stéphane Sednaoui – photographie - Andrew Slater – producteur - Darryl Swann – Programmation, Boîte à rythmes - Jeff Walch – Ingénieur assistant - Dave Way – Ingénieur du son, Mixage audio - Howard Willing – Ingénieur assistant |

## Charts
| Classement (1999),                                  | Meilleure position |
| --------------------------------------------------- | ------------------ |
| Classement Album UK                                 | 3                  |
| U.S. Billboard Top Heatseekers                      | 1                  |
| Chart (2000)                                        | Meilleure position |
| Classement Album ARIA Australie                     | 1                  |
| Classement Album Australie                          | 3                  |
| Classement des albums Ultratop 50 Belgique Flandre  | 9                  |
| Classement des albums Ultratop 50 Belgique Wallonie | 44                 |
| Classement des albums Canada                        | 2                  |
| Classement des albums Danemark                      | 1                  |
| Classement des albums Pays-Bas                      | 28                 |

| Classement (2000)                            | Meilleure Position |
| -------------------------------------------- | ------------------ |
| Classement des albums Finlande               | 16                 |
| Classement SNEP des albums France            | 24                 |
| Classement des albums Allemand               | 19                 |
| Classement des albums FIMI Italie            | 29                 |
| Classement des albums RIANZ Nouvelle-Zélande | 1                  |
| Classement des albums Norvège                | 2                  |
| Classement des albums Suède                  | 5                  |
| Classement des albums Suisse                 | 6                  |
| U.S. Billboard 200                           | 4                  |
| U.S. Billboard Top R&B/Hip-Hop Albums        | 9                  |
| U.S. Billboard Top Internet Albums           | 2                  |

## Certifications
| - 4× Platine RIANZ: 60,000 ARIA: 280,000 BPI: 1,200,000 - 3× Platine CRIA: 300,000 RIAA: 3,200,000, - 2× Platine IFPI: 2,000,000 | - Platine IFPI: 30,000 IFPI: 50,000 - Or IFPI: 10,000 BEA: 25,000 IFPI: 15,000 IFPI: 20,000 NVPI: 35,000 SNEP: 75,000 IFPI: 100,000 |

## Historique des sorties
| Pays        | Date             | Label |
| ----------- | ---------------- | ----- |
| Royaume-Uni | 5 juillet 1999   | Sony  |
| Suisse      | 7 juillet 1999   | Epic  |
| États-Unis  | 27 juillet 1999  | Epic  |
| Canada      | 27 juillet 1999  | Epic  |
| Australie   | 19 août 1999     | Sony  |
| Japon       | 8 septembre 1999 | Epic  |